# Premio Magritte per la migliore attrice non protagonista
Il Premio Magritte per la migliore attrice non protagonista (Magritte de la meilleure actrice dans un second rôle) è un premio cinematografico assegnato annualmente dall'Académie André Delvaux.

## Vincitori e candidati
I vincitori sono indicati in grassetto, a seguire gli altri candidati.

### Anni 2010-2019
- 2011: Christelle Cornil - Illégal
  - Claire Bodson - Élève Libre - Lezioni private (Élève libre)
  - Yolande Moreau - Gainsbourg (vie héroïque)
  - Sandrine Blancke - Soeur Sourire
- 2012: Gwen Berrou - Un'estate da giganti (Les géants)
  - Virginie Efira - Kill Me Please
  - Marie Kremer - Légitime défense
  - Tania Garbarski - Quartier lointain
- 2013: Yolande Moreau - Camille redouble
  - Natacha Régnier - 38 testimoni (38 témoins)
  - Stéphane Bissot - À perdre la raison
  - Catherine Salée - Mobile Home
- 2014: Catherine Salée - La vita di Adele - Capitolo 1 & 2 (La Cie d'Adèle: Chapitres 1 & 2)
  - Dominique Baeyens - In nome del figlio (Au nom du fils)
  - Nicole Shirer - Bxl/Usa
  - Christelle Cornil - Landes
- 2015: Lubna Azabal - La Marche
  - Christelle Cornil  - Due giorni, una notte (Deux jours, une nuit)
  - Catherine Salée - Due giorni, una notte (Deux jours, une nuit)
  - Anne Coesens - Sarà il mio tipo? (Pas son genre)
- 2016: Anne Coesens - All Cats Are Grey (Tous les chats sont gris)
  - Helena Noguerra  - The Lonely Hearts Killers (Alleluia)
  - Yolande Moreau - Dio esiste e vive a Bruxelles (Le Tout Nouveau Testament)
  - Babetida Sadjo - Waste Land
- 2017: Catherine Salée - Keeper
  - Virginie Efira  - Elle
  - Anne Coesens - La Taularde
  - Julienne Goeffers - Parasol
- 2018: Aurora Marion - Un matrimonio (Noces)
  - Lucie Debay  - La confession
  - Isabelle de Hertogh - 150 milligrammi (La fille de Brest)
  - Yolande Moreau - Una vita - Une vie (Une vie)
- 2019: Lucie Debay - Le nostre battaglie (Nos batailles)
  - Tania Garbarski  - Bye Bye Germany (Es war einmal in Deutschland...)
  - Salomé Richard - La part sauvage
  - Erika Sainte - Une part d'ombre

### Anni 2020-2029
- 2020: Myriem Akheddiou - L'età giovane (Le Jeune Ahmed)
  - Yolande Moreau  - Cleo
  - Stéphanie Crayencour - Emma Peeters
  - Claire Bodson - L'età giovane (Le Jeune Ahmed)
- 2021: sospeso a causa della Pandemia di COVID-19 in Belgio
- 2022: Laura Verlinden - Un monde
  - Myriem Akheddiou - Titane
  - Claire Bodson  - Fils de plouc
  - Émilie Dequenne - Les choses qu'on dit, les choses qu'on fait
- 2023: Émilie Dequenne - Close
  - Veerle Baetens - À l'ombre des filles
  - Anne Coesens  - À la folie
  - Mara Taquin - Generazione Low Cost (Rien à foutre)
- 2024: Sandrine Blancke - L'amore secondo Dalva (Dalva) e Yves-Marina Gnahoua - Augure - Ritorno alle origini (Augure)
  - Myriem Akheddiou  - 16 Ans
  - Lucie Debay - Augure - Ritorno alle origini (Augure)
- 2025: Louise Manteau - Il pleut dans la maison
  - Catherine Salée - Amal (Amal - Un esprit libre)
  - Claire Bodson - Julie ha un segreto (Julie zwijgt)